# 5
5 (V) je bilo navadno leto, ki se je po julijanskem koledarju začelo na četrtek.

## Dogodki
- Tiberij osvoji Spodnjo Germanijo